# Giovanni Barbini
Giovanni Barbini (Murano, 25 giugno 1901 – Rosignano Marittimo, 26 settembre 1998) è stato un ufficiale italiano, decorato con la medaglia d'oro al valor militare per la sua condotta durante la battaglia del Canale d'Otranto.

## Biografia
Dopo essersi diplomato Capitano Marittimo, entrò nel 1922 a far parte della Regia Marina come ufficiale di complemento.
Rimasto in servizio, allo scoppio della seconda guerra mondiale comandava, con il grado di tenente di vascello il cacciatorpediniere Angelo Bassini.
Gli venne poi assegnato il comando della torpediniera Fabrizi.

## Battaglia del Canale d'Otranto
La sera dell'11 novembre 1940, un convoglio italiano diretto verso l'Albania, scortato dall'incrociatore RAMB III, al comando del Capitano di Fregata Francesco de Angelini di Corteprabi, e dalla torpediniera Fabrizi, comandata dal Tenente di Vascello Barbini, venne attaccato da uno squadrone inglese, comandato dall'ammiraglio Henry Daniel Pridham-Wippell e costituito da tre incrociatori e da tre cacciatorpediniere.
Vista la schiacciante superiorità inglese, la Ramb III sparò 17 colpi (o 19 salve) con i propri quattro cannoni da 120 mm, per poi ritirarsi e lasciare il luogo dello scontro, onde evitare la distruzione. L'incrociatore ausiliario, dopo aver comunicato via radio l'accaduto, arrivò illeso a Bari il mattino successivo. Il comandante de Angelini venne sanzionato per aver abbandonato il luogo dell'azione a combattimento ancora in corso. Barbini invece, contrattaccò, attirando sulla sua nave il fuoco nemico, nel tentativo di permettere ai piroscafi italiani di porsi in salvo. La Fabrizi subì pesanti danni, mentre il convoglio italiano venne interamente affondato.
Barbini, pur essendo gravemente ferito, non abbandonò il posto di comando fino al rientro della torpediniera in porto.

## Carriera successiva
Durante il periodo della Repubblica Sociale Italiana venne nominato podestà di Venezia, carica che mantenne fino ad aprile 1945.
Nel febbraio 1955 transitò nella riserva navale. Comandò, da luglio 1956 la nave scuola Giorgio Cini, e nel 1961 venne promosso Capitano di Vascello.
Nel 2006 gli è stata intitolata una via a Cagliari.